# Liste des indicatifs régionaux canadiens
 (juillet 2025).
Si vous disposez d'ouvrages ou d'articles de référence ou si vous connaissez des sites web de qualité traitant du thème abordé ici, merci de compléter l'article en donnant les références utiles à sa vérifiabilité et en les liant à la section « Notes et références ».
Cet article fournit la liste des indicatifs régionaux canadiens et le territoire couvert par chacun d'eux.
| Indicatif régional | Province                  | Région couverte |
| ------------------ | ------------------------- | --- |
| 403                | Alberta                   | Calgary |
| 780                | Alberta                   | Edmonton |
| 368, 587, 825      | Alberta                   | Province |
| 604                | Colombie-Britannique      | Vancouver |
| 250                | Colombie-Britannique      | Prince George |
| 236, 257, 672, 778 | Colombie-Britannique      | Province |
| 902, 782           | Île-du-Prince-Édouard     | Province |
| 204, 431, 584      | Manitoba                  | Province |
| 428, 506           | Nouveau-Brunswick         | Province |
| 782, 902           | Nouvelle-Écosse           | Province |
| 289, 365, 742, 905 | Ontario                   | Couronne de Toronto (Burlington, Hamilton, Newmarket, Niagara Falls, Oakville, Oshawa, St-Catharines, Witby)                                                                              |
| 226, 382, 519, 548 | Ontario                   | Sud-ouest de la province (Brantford, Cambridge, Guelph, Kitchener, London, Sarnia, Windsor)                                                                                               |
| 249, 683, 705      | Ontario                   | Centre-nord de la province (Barrie, North Bay, Orillia, Peterborough, Sudbury) |
| 343, 613, 753      | Ontario                   | Est de la province (Belleville, Kingston, Ottawa) |
| 807                | Ontario                   | Ouest de la province (Thunder Bay, Kenora, Sault-Saint-Marie) |
| 416, 437, 647, 942 | Ontario                   | Toronto |
| 263, 438, 514      | Québec                    | Montréal |
| 354, 450,579       | Québec                    | Couronne de Montréal (Laval, Rive Nord (de Berthierville à Mirabel, Basse Lanaudière), Rive Sud (Montérégie, Ouest de l'Estrie (Granby, Cowansville, Eastman)))                           |
| 367, 418, 581      | Québec                    | Est du Québec (Québec et Capital Nationale, Saguenay—Lac-Saint-Jean, Côte-Nord, Chaudière-Appalaches, Bas Saint-Laurent, Gaspésie—Îles de la Madeleine)                                   |
| 468, 819, 873      | Québec                    | Ouest du Québec, excluant la grande région de Montréal (Nord-du-Québec, Abitibi-Témiscamingue, Outaouais, Haut-Laurentides, Haut-Lanaudière, Mauricie, Centre-du-Québec, Est de l'Estrie) |
| 306, 474, 639      | Saskatchewan              | Province |
| 709, 879           | Terre-Neuve               | Province |
| 867                | Territoires du Nord-Ouest | Territoire |
| 867                | Territoires du Yukon      | Territoire |
| 867                | Nunavut                   | Territoire |

## Référence
1. ↑  « CNA -Canadian Area Code Maps », sur www.cnac.ca (consulté le 19 août 2025)

- Cet article est partiellement ou en totalité issu de l'article intitulé « Numéro de téléphone » (voir la liste des auteurs).